# Crioulo da Boa Vista
| Crioulo da Boa Vista | Crioulo da Boa Vista                                              |
| -------------------- | ----------------------------------------------------------------- |
| Falado em:           | Boa Vista em Cabo Verde                                           |
| Total falantes:      | approx. 5.000                                                     |
| Classificação:       | Crioulo cabo-verdiano Crioulos de Barlavento Crioulo da Boa Vista |

O Crioulo da Boa Vista é um dialecto do crioulo cabo-verdaino, pertencente ao grupo dos crioulos de Barlavento, falado sobretudo na ilha da Boa Vista.
Estima-se que é falado por 1,13% da população em Cabo Verde, mas esse número pode ser ligeiramente maior devido à migração interna nas ilhas. A esse número deverão ser acrescentados os falantes em comunidades emigrantes no estrangeiro.

## Características
Para além das características gerais dos crioulos de Barlavento o crioulo de Boa Vista ainda tem as seguintes características:
- O aspecto progressivo do presente é formado colocando tâ tâ antes dos verbos: tâ + tâ + V.
- Na conjugação pronominal com a primeira pessoa do singular dos verbos terminados em ~a, o som /ɐ/ está representado por /ɔ/. Ex.: panhó-m’ em vez de panhâ-m’ «apanhar-me», levó-m’ em vez de levâ-m’ «levar-me», coçó-m’ em vez de coçâ-m’ «coçar-me».
- O e tónico é sempre aberto /ɛ/. Ex.: bucé em vez de bocê «você», drét’ em vez de drêt’ «bem», tchobé em vez de tchovê «chover». O o tónico é sempre aberto /ɔ/. Ex.: bó em vez de bô «tu», compó em vez de compô «arranjar», tórrt’ em vez de tôrt’ «torto».
- O som /ɾ/ em fim de sílaba está representado pelo som /ʀ/. Ex.: furrtâ em vez de furtâ «roubar», m’djérr emvez de m’djêr «mulher», pórrt’ em vez de pôrt’ «porto».
- O som /s/ que evoluiu da junçao de /l/ e /s/ está representado pelo som /ʀ/. Ex.: cárr em vez de cás «quais», érr em vez de ês «eles», quérr em vez de quês «aqueles».
- O som /ʤ/ (derivado do português antigo escrito j em início de palavra) está parcialmente representado por /ʒ/. Ex. jantâ em vez de djantâ «jantar», jôg’ em vez de djôg' «jogo», mas djâ «já», Djõ «João» mantêm o som /ʤ/.

Vocabulário
Gramática
Alfabeto